# نیج بامنا
نیج بامنا (به لاتین: Nij Bamna) یک منطقهٔ مسکونی در بنگلادش است که در ناحیه برگونه واقع شده‌است.